# Максименко Іван Пилипович
Іва́н Пили́пович Макси́менко (нар. 17 листопада 1924, Варварівка, Полтавська губернія — пом. 10 березня 1998) — у роки німецько-радянської війни командир відділення 398-ї окремої розвідувальної роти. Повний кавалер ордена Слави (1945).

## Біографія
Народився 17 листопада 1924 року в селі Варварівка (тепер Карлівського району Полтавської області України) в селянській родині. Українець. Освіта — 9 класів. Працював у колгоспі.
З вересня 1941 року перебував на окупованій території. Восени 1942 року став бійцем партизанського загону імені Кутузова, який діяв на території Житомирської області.
На початку 1944 року Червона Армія звільнила територію, на якій діяв партизанський загін. Максименко був зарахований до 398-ї окремої розвідувальної роти 337-ї стрілецької дивізії. У складі цього підрозділу пройшов усю війну. 6 березня 1944 року поблизу Тульчина (Вінницька область) розвідники форсували Південний Буг і захопили в полон двох німецьких вояків. під час бою Максименко знищив чотирьох солдатів, чим сприяв виконанню бойового завдання командування. 16 березня Максименко в числі перших переправився через Дністер і відзначився у бою на ворожому березі річки. 10 квітня 1944 року нагороджений орденом Слави 3-го ступеня (№ 53479).
У першій декаді грудня в районі угорського міста Мішкольц група розвідників, до складу якої входив сержант Максименко, декілька діб вела спостереження за пересуванням німецьких військ. На зворотньому шляху розгромили штабну колону і захопили документи та чотирьох офіцерів, які дали цінні відомості. 10 грудня Максименко пробрався у ворожий стан і особисто захопив ще одного полоненного. До кінця 1944 командир відділення Іван Максименко, за відмінне виконання бойових завдань, був нагороджений орденом Червоної Зірки і медалі «За відвагу», а 13 січня наступного року — орденом Слави 2-го ступеня (№ 5005). 
З 12 лютого група Максименка стримувала пересування ворожих колон поблизу Будапешта. Протягом двох днів було захоплено в полон двадцять ворожих солдатів і три офіцери, серед яких опинився майор — командир танкового полку. Указом Президії Верховної Ради СРСР від 29 червня 1945 року за мужність, відвагу і героїзм, проявлені в боротьбі з німецько-фашистськими загарбниками, старший сержант Максименко Іван Пилипович нагороджений орденом Слави 1-го ступеня (№ 1521). Став повним кавалером ордена Слави. 
У 1947 році старшина Максименко демобілізований. Повернувся у рідне село. Кілька років працював бригадиром у колгоспі. Одночасно навчався у вечірньому машинобудівному технікумі в місті Харкові. Диплом отримав у 1960 році. Член КПРС з 1958 року. Мешкав у Карлівці Полтавської області. Працював начальником відділу технічного контролю Карлівського машинобудівного заводу.
У мирний час нагороджений орденом Вітчизняної війни 1-го ступеня.
Помер 10 березня 1998 року.